# Shapefile
Das Dateiformat Shapefile (oft Shapedaten oder Shape genannt) ist ein auch in der Datenqualität einfaches Format für vektorielle Geodaten und Quasi-Standard im Umfeld von Desktop-Geoinformationssystemen mit dem größten Umfang verfügbarer Kartendaten. Auch die Unterstützung von freien wie kommerziellen Programmen und Bibliotheken (z. B. GeoTools und Deegree) ist bei keinem Format besser. Viele Open-Source-Programme wandeln Daten von Shapefiles in SQL für raumbezogene Datenbanken um. Es wurde ursprünglich für die ESRI-Software ArcView entwickelt.

## Aufbau
Ein Shapefile ist keine einzelne Datei, es besteht aus mindestens drei Dateien:
- .shp dient zur Speicherung der Geometriedaten
- .dbf Sachdaten (auch Attributdaten genannt) im dBASE-Format
- .shx dient als Index der Geometrie zur Verknüpfung der Sachdaten

Optionale Dateien
- .prj Projektion der Daten
- .sbn und .sbx Räumlicher Index
- .fbn und .fbx Räumlicher Index für schreibgeschützte Merkmale
- .ain und .aih Index für Tabellenverknüpfungen (Links)
- .ixs Geokodierungsindex für Lese-Schreib-Datensätze
- .mxs Geokodierungsindex für Lese-Schreib-Datensätze (ODB-Format)
- .atx Attributindex
- .shp.xml Metadaten zum Shapefile
- .cpg um den in der .dbf verwendeten Zeichensatz zu spezifizieren.[1]
- .qix Alternativer Räumlicher Index (von GDAL benutzt und angelegt)

In einem Shapefile können jeweils nur Elemente eines Typs enthalten sein, z. B.
- Punkte,
- Linien,
- Flächen (Polygone)
- oder Multi-Punkte

Zusätzlich zu dem jeweiligen Typ darf das Shapefile immer auch sogenannte Null Shapes enthalten. Diese haben keine Geometrie, aber wie jeder andere Typ einen Datensatz in der zugehörigen DBF Datei.
Weiterhin kann unterschieden werden zwischen 2D-Geometrien und 3D-Geometrien.
Optional kann das erstellte Design eines Shapefiles (Linienstärke, Punktsymbolik, Farben etc.) in einer Legendendatei (bis ArcView 3.3 *.avl, ab ArcGIS-ArcView 8 *.lyr) gesichert werden, da diese Informationen nicht innerhalb eines Shapefiles gespeichert werden. Die Legendendatei kann nach dem Einladen eines Shapefiles in den Themeneigenschaften hinzugefügt werden.

## Beschränkung
- Die Größe der Shp- und DBF-Dateien darf 2 Gigabyte nicht überschreiten.[2]

Das Attribut-Datenbankformat für die DBF-Komponentendatei beruht auf einem früheren dBase-Standard. Damit einher gehen folgende Einschränkungen:
- Während das aktuelle dBase-Format wie auch GDAL / OGR (als Open-Source-Software-Bibliothek zum Lesen und Schreiben von Shapefiles) leere Felder als Null-Werte von der Ziffer 0 unterscheidet, nimmt ESRI Software diese Unterscheidung nicht vor.
- eingeschränkte Unterstützung für Unicode-Feldnamen
- Maximale Länge der Feldnamen: 10 Zeichen
- Maximale Anzahl der Felder: 255
- Zulässige Feldtypen sind Floating Point (13 Zeichen), Ganzzahl / Integer, Datum ohne Zeitspeicherung (8 Zeichen) und Text (254 Zeichen)
- Fließkommazahlen können Rundungsfehler enthalten, da sie als Text gespeichert werden.